# Periochi Atsa - Agios Theodoros
Periochi Atsa - Agios Theodoros este o arie protejată (arie de protecție specială avifaunistică — SPA) din Cipru întinsă pe o suprafață de 2.924,17 ha, integral pe uscat.

## Localizare
Centrul sitului Periochi Atsa - Agios Theodoros este situat la coordonatele 35°03′37″N 32°57′57″E / 35.0603°N 32.9658°E.

## Înființare
Situl Periochi Atsa - Agios Theodoros a fost declarat arie de protecție specială avifaunistică în aprilie 2008 pentru a proteja 45 de specii de animale.

## Biodiversitate
Situată în ecoregiunea mediteraneană, aria protejată nu include niciun habitat protejat.
La baza desemnării sitului se află mai multe specii protejate de  păsări (45): uliu porumbar (Accipiter gentilis), uliu păsărar (Accipiter nisus), ciocârlie-de-câmp (Alauda arvensis), fâsă-de-câmp (Anthus campestris), fâsă de luncă (Anthus pratensis), fâsă de pădure (Anthus trivialis), Aquila fasciata, ciuf de câmp (Asio flammeus), pasărea ogorului (Burhinus oedicnemus), șorecarul comun (Buteo buteo), caprimulg (Caprimulgus europaeus), rândunică roșcată (Cecropis daurica), Clamator glandarius, dumbrăveancă (Coracias garrulus), cuc (Cuculus canorus), Emberiza caesia, presură de grădină (Emberiza hortulana), Falco naumanni, șoimul rândunelelor (Falco subbuteo), sfrâncioc roșiatic (Lanius collurio), sfrânciocul cu frunte neagră (Lanius minor), Lanius nubicus, sfrâncioc cu cap roșu (Lanius senator), ciocârlie de pădure (Lullula arborea), prigoare (Merops apiaster), codobatură galbenă (Motacilla alba), Oenanthe cypriaca, pietrar mediteranean (Oenanthe hispanica), Oenanthe isabellina, grangur (Oriolus oriolus), Periparus ater cypriotes, codroș de munte (Phoenicurus ochruros), pitulice de munte (Phylloscopus bonelli), pitulice de munte (Phylloscopus collybita), aușel cu cap galben (Regulus regulus), mărăcinar negru (Saxicola torquatus), scatiu (Spinus spinus), turturică (Streptopelia turtur), Sylvia hortensis, Sylvia melanothorax, sturzul viilor (Turdus iliacus), mierlă (Turdus merula), sturz-cântător (Turdus philomelos), sturzul de vâsc (Turdus viscivorus), pupăză (Upupa epops).
Pe lângă speciile protejate, pe teritoriul sitului au mai fost identificate 4 specii de păsări.